# Палмер, Эрнест
Эрнест Палмер (англ. Ernest Palmer; 6 декабря 1885, Канзас-Сити, Миссури — 22 февраля 1978, Пасифик-Палисейдс, Калифорния) — голливудский кинооператор, снявший более 160 фильмов.
В 1941 году Палмер выиграл премию Американской киноакадемии за лучшую операторскую работу в фильме «Кровь и песок». Также он был номинирован в 1930 году за фильмы «Уличный ангел» и «Четыре дьявола».

## Избранная фильмография
- Однажды в каждом человеке / Once to Every Man (1918)
- Чудо-человек / The Miracle Man (1919)
- Заключенные любви / Prisoners of Love (1921)
- Красная горячая романтика / Red Hot Romance (1922)
- Седьмое небо / Seventh Heaven (1927)
- Уличный ангел / Street Angel (1928)
- Городская девчонка (1930)
- Представьте себе (1930)
- Женщины во всем мире / Women Everywhere (1930)
- Шести цилиндрическая любовь / Six Cylinder Love (1931)
- Кавалькада / Cavalcade (1933)
- Путь вниз на восток / Way Down East (1935)
- Под двумя флагами / Under Two Flags (1936)
- Корабль невольников / Slave Ship (1937)
- Четверо мужчин и помощница / Four Men and a Prayer (1938)
- Полет пятьдесят пять / Flying Fifty-Five (1939)
- Ночные новости / News Is Made at Night (1939)
- Белль Старр / Belle Starr (1941)
- Моя девушка Сэл / My Gal Sal (1942)
- Весна в скалистых горах / Springtime in the Rockies (1942)
- Милая Рози О’Грейди / Sweet Rosie O’Grady (1943)
- Сестрички Долли / The Dolly Sisters (1945)